# Афонин, Михаил Антонович
Михаил Антонович Афонин — советский хозяйственный и политический деятель.

## Биография
Родился в 1908 году в деревне Шухурдино. Член КПСС с 1928 года.
Окончил ВПШ при ЦК КПСС.
В 1924—1940 гг. — председатель сельского комитета бедноты, двадцатипятитысячник, советский и партийный работник во Владимирской и Ивановской областях.
В 1940—1941 гг. — первый секретарь Тракайского укома КП(б) Литвы.
Участник Великой Отечественной войны: первый секретарь Тракайского подпольного укома КП Литвы, организатор партизанского отряда «Витаутас»
В 1944—1946 гг. — первый секретарь Тракайского укома КП(б) Литвы.
В 1950—1953 гг. — секретарь Шяуляйского обкома КП(б) Литвы.
В 1953—1956 гг. — секретарь ЦК КП Литвы.
После 1957 года — ответработник Комитета народного контроля Литовской ССР.
Избирался депутатом Верховного Совета Литовской ССР 3-4-го созывов.
Умер в 1973 году в Москве

## Награды
- Орден Красного Знамени (04.02.1944)
- Орден Отечественной войны I степени
- Орден Трудового Красного Знамени (20.07.1950)